# Lancia Ypsilon
De Lancia Ypsilon (voorheen Y) is een wagen uit de economyklasse van het Italiaanse automerk Lancia. De Ypsilon verving de Autobianchi Y10, een wagen die buiten Italië voornamelijk bekendstaat onder de naam Lancia Y10. De wagen is tot 2011 alleen als driedeurs geleverd. Vanaf 2011 is het model alleen leverbaar met vijf deuren.
Zoals gebruikelijk bij het merk Lancia, is het model vooral in thuisland Italië een groot succes. Buiten Italië is het model veel exclusiever. Typerend aan de Ypsilon is de voor een stadsauto luxe uitstraling en het centraal op het dashboard gemonteerde instrumentarium.
De Ypsilon staat verder bekend om de verregaande mogelijkheden tot individualisatie, zo is de auto leverbaar in vele lakkleuren en is ook het interieur te voorzien van verschillende materialen en kleuren.

## Eerste generatie Y (1996-2003)

### Kenmerken

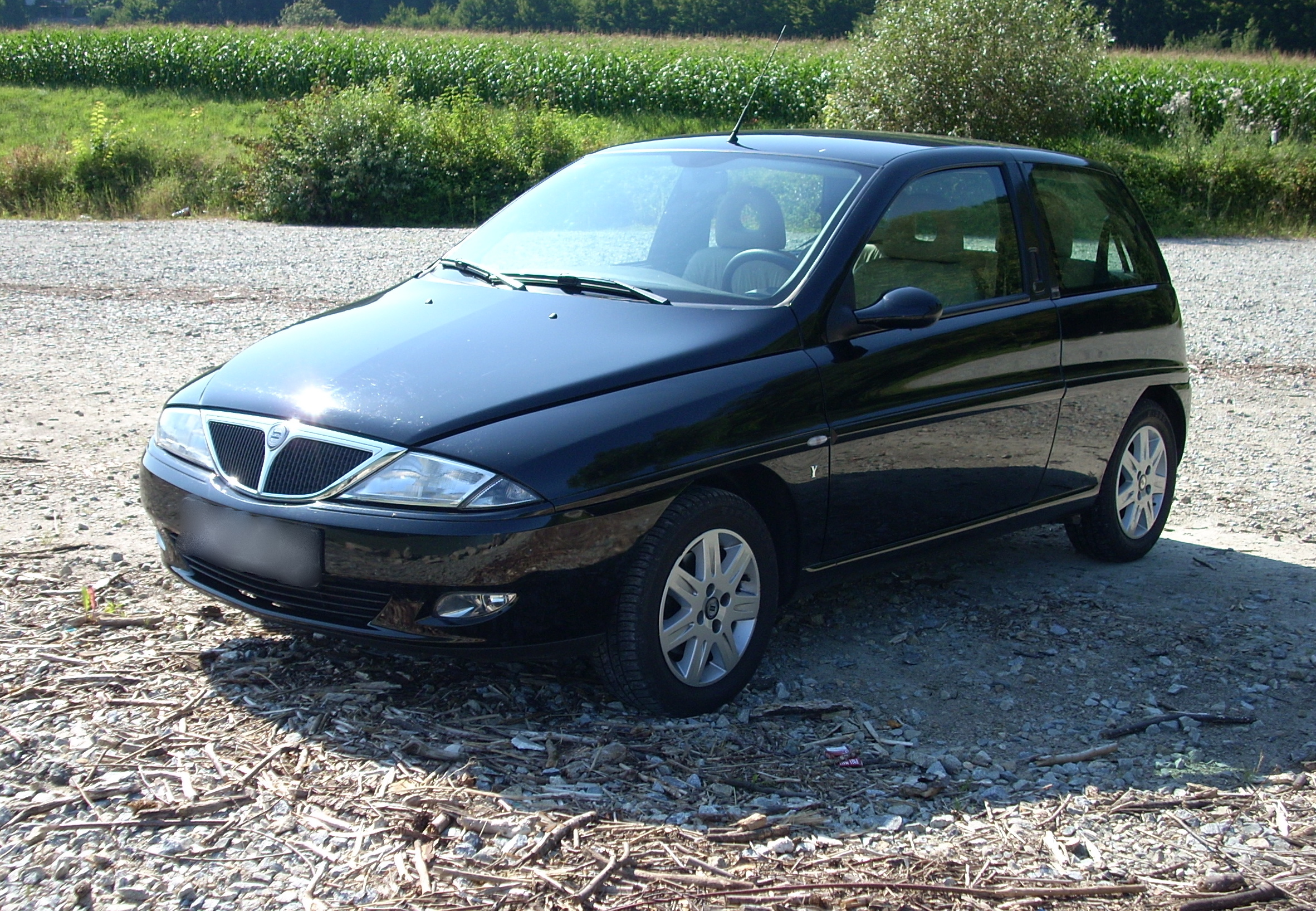
Lancia Y facelift

De Lancia Y werd in 1996 op de markt gebracht en was gebaseerd op de eerste generatie van de Fiat Punto. In tegenstelling tot de Punto was de Lancia Y enkel beschikbaar als driedeurs hatchback. Opvallend aan de auto zijn de vloeiende lijnen, de rondom doorlopende stootstrip en de één geheel lijkende grille/koplampen. Verder springt ook de in de B-stijl 'verstopte' handgreep in het oog.
Van binnen valt meteen het centraal gemonteerde instrumentarium op, een detail dat later typisch Ypsilon zal blijken. Het interieur is leverbaar in vele kleuren en materialen, waaronder het door Lancia zo geliefde Alcantara, maar ook lederen bekleding is te verkrijgen op de Y. Lancia bood met het Kaleidos-programma' maar liefst 100 verschillende kleurenkeuzes aan. Uniek voor dit segment in het midden van de jaren negentig.
Het aantal opties waarmee de Y kon worden uitgerust was ook bijzonder uitgebreid voor dit segment. De Y kon besteld worden met onder meer airconditioning, elektrisch schuif/kanteldak, radiobediening op het stuur, in de hoogte verstelbare chauffeurszetel en lendensteun voor de chauffeurszetel, in twee gelijke delen neerklapbare achterbank met hoofdsteunen.
Aan de hand van de Lineaccessori catalogus, kon je de Y verder personaliseren met wel 134 accessoires.
O.a. een stuurwiel met zwartkleurige Alcantarta, een stuurwiel gedeeltelijk uit hout of een met leder overtrokken stuurwiel + versnellingspookknop (voor de versies zonder bestuurdersairbag), houten versnellingsspookknop (5 versnelling), houtlook op de middenconsole en de beide ovale ventilatieroosters, opberg-/draagtas of opbergnet onder de hoedenplank, opbergtas in 2 delen tegen de rugleuning van de achterbank, zachte kofferbakbescherming, aluminium dorpelbescherming, allesdragers (de laatste drie met telkens een Lancia logo in verwerkt), spatlappen voor en achter, enzovoort.
Lancia had voor de Y de volgende motoren in het gamma opgenomen:
Van Euro NCAP kreeg de auto in 2000 vijf sterren.

### Motoren

#### Benzine
| Type    | Motor     | Motor     | Vermogen | Koppel | Jaartal     |
| Type    | Inhoud    | Cilinders | Vermogen | Koppel | Jaartal     |
| ------- | --------- | --------- | -------- | ------ | ----------- |
| 1.1 8v  | 1.108 cm³ | 4-in-lijn | 54 pk    | 86 Nm  | 1996 - 2000 |
| 1.2 8v  | 1.242 cm³ | 4-in-lijn | 60 pk    | 102 Nm | 1996 - 2000 |
| 1.2 8v  | 1.242 cm³ | 4-in-lijn | 60 pk    | 102 Nm | 2000 - 2003 |
| 1.2 16v | 1.242 cm³ | 4-in-lijn | 86 pk    | 113 Nm | 1997 - 2000 |
| 1.2 16v | 1.242 cm³ | 4-in-lijn | 80 pk    | 114 Nm | 2001 - 2003 |
| 1.4 12v | 1.370 cm³ | 4-in-lijn | 80 pk    | 112 Nm | 1997 - 2000 |

Een dieselmotor werd door Lancia nog niet geleverd in de Y, die zou pas komen bij de introductie van diens opvolger.

### Transmissie
Standaard werd een 5-versnellingsbak geleverd.
De 1.2 8v LS kon ook enkele jaren verkregen worden met een 6-versnellingsbak (6 Way).
De 1.2 8v LS kon ook enkele jaren geleverd worden met een ECVT (Elektronische Continu Variabele Transmissie).
De 6-Way en de ECVT waren niet mogelijk bij de 1.4 12v en 1.2 16v.

### Uitvoeringen
De Y werd geleverd in de volgende uitvoeringen:
- LE: standaard onder andere bestuurdersairbag (vanaf facelift), stuurbekrachtiging (standaard in België), centrale deurvergrendeling, elektrische ramen vóór, in kleur gespoten bumpers (vanaf facelift) en getint glas.
- LS: extra t.o.v. LE: o.a. lendensteun bestuurdersstoel, toerenteller, leeslampjes.
- LX: extra t.o.v. LS: o.a. airconditioning, lichtmetalen velgen, mistlampen vóór, verstelbaar stuur, elektrisch verstel-/verwarmbare buitenspiegels
- Elefantino Blu: standaard onder andere stuurbekrachtiging, in kleur gespoten bumpers, elektrische ramen vóór, centrale vergrendeling en speciale badge op de B-stijl
- Elefantino Rosso: standaard onder andere lederen stuurwiel, antracietkleurige lichtmetalen velgen, toerenteller, in kleur gespoten bumpers, mistlampen vóór, elektrische verstelbare en verwarmbare buitenspiegels, verlaagde grondspeling, 'close-ratio' versnellingsbak en speciale badge op de B-stijl
- Cosmopolitan: standaard onder andere lederen bekleding, lichtmetalen velgen, mistlampen vóór, radio- en cd-speler, klimaatregeling, speciale instaplijsten en verwarmbare voorstoelen
- Marie Claire:
- DoDo: o.a. Blaupunkt radio met (eenvoudig) geïntegreerd navigatiesysteem, gekleurd opzetstuk middenconsole.
- Vanity: standaard onder andere klimaatregeling, centrale vergrendeling met afstandsbediening, mistlampen vóór, twee airbags, in hoogte verstelbaar stuur/bestuurdersstoel, een speciale badge op de B-stijl en speciale exterieur accenten
- Unica: standaard onder andere airconditioning, lichtmetalen velgen, elektrische ramen vóór en speciale bekleding met witte bies
- Caprice: standaard onder andere elektrische ramen vóór, stuurbekrachtiging, lederen stuur/pook en alle exterieurdelen in kleur

'Elefantino' is het Italiaanse woord voor olifant. De oprichter van het merk, Vincenzo Lancia was gek op olifanten, vandaar ook het rode olifantje in het logo van het performance-label van Lancia, 'HF'.

### Facelift 2000
In 2000 werd de Y gefacelift. Deze is te herkennen aan de heldere koplampen, grotere grille en vernieuwde voorbumper met een andere vorm voor de (eventueel optionele) mistlampen. Aan de achterkant vallen de achterlichten met heldere knipper-/achteruitrijlicht op. Ook zijn de stootstrips voortaan in carrosseriekleur uitgevoerd. Het interieur bevat andere stoelen en pook, deels veranderde middenconsole en het stuurwiel van de Lancia Lybra. Twee airbags zijn standaard en een navigatiesysteem wordt optioneel verkrijgbaar. Voortaan zijn alleen nog maar de 1.2 8v en 1.2 16v motor leverbaar en beide voldoen sindsdien aan de 'Euro3 uitstootnormen'.
De Elefantino Rosso uitvoering wordt geschrapt.
Door de jaren heen komen volgende uitvoeringen beschikbaar : Cosmopolitan, DoDo, Vanity, Unica, Marie Claire (LS en LX), Play Tennis, Caprice en LS Upgrade.
Van de Elefantino Blu worden extra series gemaakt met de toevoeging Get in tech en Junior in de naam.
In 2003 is het tijd voor de Y om plaats te maken voor zijn opvolger, die voortaan door het leven zal gaan als Ypsilon. Met meer dan 800.000 stuks is het voor Lancia een succesvolle auto geweest.

## Tweede generatie Ypsilon (2003-2011)

### Kenmerken

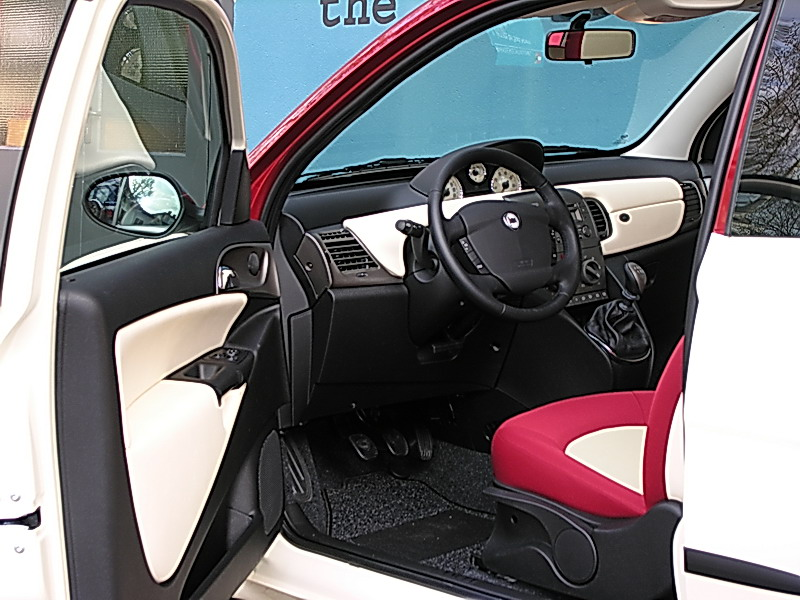
Interieur Ypsilon

Net zoals de Y was ook de eerste Ypsilon enkel beschikbaar als driedeurs hatchback en opnieuw gebaseerd op de Fiat Punto, ditmaal de tweede generatie. De nieuwe Ypsilon werd voorzien van Lancia's nieuwe 'corporate grille', geïntroduceerd op de Lancia Thesis. Een ander ontwerp detail dat van de Thesis werd overgenomen zijn de slanke, langwerpige achterlichten.
Net zoals zijn voorganger kreeg deze generatie Ypsilon weer een centraal gemonteerd instrumentarium. Dit keer liepen de klokken niet in elkaar over, maar monteerde Lancia drie losse instrumenten onder één overkapping. Door de gebruikte typografie en de crèmekleurige achtergrond doet het instrumentarium klassiek aan. Grote verandering ten opzichte van z'n voorganger is de hooggeplaatste versnellingspook, die daardoor makkelijker bereikbaar is. Verder is het interieur typisch Lancia door de gebruikte materialen als alcantara en leder. Opnieuw zijn er veel verschillende kleuren en combinaties beschikbaar en door de standaard verschuifbare achterbank (de Ypsilon biedt plaats aan maximaal vier inzittenden) kan er gekozen worden tussen extra beenruimte of een grotere bagageruimte.
Wederom was de Ypsilon te verkrijgen met een keur aan opties die niet vanzelfsprekend zijn in dit segment, zoals een 'Bose' hifi-installatie, navigatiesysteem met kleurenscherm, gescheiden klimaat controle, glazen panoramadak 'GranLuce', cruise control, regen/-verlichtingssensor en parkeersensoren.
Uniek zijn de zogeheten B-colori-lakkleuren. Een Ypsilon voorzien van die lak bestaat namelijk uit twee verschillende kleuren. De onderzijde van de auto kon bijvoorbeeld in beige besteld worden, waarbij de bovenkant van de auto dan bordeauxrood was.
Op basis van de Ypsilon ontwikkelde Lancia de Musa, een kleine MPV. Dit was in feite een Fiat Idea met gewijzigde voor-/achterkant en interieur. Qua ontwerp hebben de Ypsilon en de Musa veel van elkaar weg, zoals de grille, ruitvormige koplampen en de slanke achterlichten.

### Motoren

#### Benzine
| Type            | Motor     | Motor     | Vermogen | Koppel | Jaartal     |
| Type            | Inhoud    | Cilinders | Vermogen | Koppel | Jaartal     |
| --------------- | --------- | --------- | -------- | ------ | ----------- |
| 1.2 Fire 8v     | 1.242 cm³ | 4-in-lijn | 60 pk    | 102 Nm | 2003 - 2010 |
| 1.2 Fire 8v     | 1.242 cm³ | 4-in-lijn | 69 pk    | 102 Nm | 2010 - 2011 |
| 1.2 Fire 16v    | 1.242 cm³ | 4-in-lijn | 80 pk    | 112 Nm | 2003 - 2006 |
| 1.4 Fire 8v     | 1.368 cm³ | 4-in-lijn | 78 pk    | 113 Nm | 2006 - 2010 |
| 1.4 Fire 8v LPG | 1.368 cm³ | 4-in-lijn | 77 pk    | 113 Nm | 2009 - 2011 |
| 1.4 Fire 16v    | 1.368 cm³ | 4-in-lijn | 95 pk    | 128 Nm | 2003 - 2010 |

#### Diesel
| Type             | Motor     | Motor     | Vermogen | Koppel | Jaartal     |
| Type             | Inhoud    | Cilinders | Vermogen | Koppel | Jaartal     |
| ---------------- | --------- | --------- | -------- | ------ | ----------- |
| 1.3 Multijet 16v | 1.248 cm³ | 4-in-lijn | 70 pk    | 180 Nm | 2003 - 2006 |
| 1.3 Multijet 16v | 1.248 cm³ | 4-in-lijn | 75 pk    | 180 Nm | 2003 - 2011 |
| 1.3 Multijet 16v | 1.248 cm³ | 4-in-lijn | 90 pk    | 200 Nm | 2006 - 2010 |
| 1.3 Multijet 16v | 1.248 cm³ | 4-in-lijn | 105 pk   | 200 Nm | 2007 - 2010 |

In Nederland was de 1.4 8v LPG, genaamd EcoChic, niet leverbaar. Op de 1.4 16v en de 1.3 Multijet leverde Lancia optioneel een semiautomatische versnellingsbak met vijf verzetten, genaamd DFN (Dolce Far Niente, vrij vertaald 'zalig niets doen').

### Uitvoeringen
- Argento: standaard onder andere vier airbags, ABS, elektrische ramen vóór, centrale vergrendeling, verschuifbare achterbank, boordcomputer, verstelbaar stuurwiel en in hoogte verstelbare bestuurdersstoel
- Oro: extra t.o.v. Argento onder andere met leder bekleed stuur, alcantara bekleding, mistlampen vóór, een geïntegreerde radio/cd-speler en airconditioning
- Platino: extra t.o.v. Oro onder andere automatisch gescheiden airconditioning, lederen bekleding, elektrisch verstel-/verwarmbare buitenspiegels en lichtmetalen velgen

Naast deze uitvoeringen leverde Lancia nog een aantal speciale uitvoeringen, waaronder de Passion (2003), B-Colore (vanaf 2004), MomoDesign (2005), Limited Edition (2006), Momo Sport (2007), ModaMilano (2008), Versace (200?), Versus (2009), Elle (2010) en Unyca (2011).
Black & Ivory en Glamour (2004) : enkel in Zwitserland.
Diva (2011) : enkel in Italië.
Sport Zagato (2005) : prototype op het salon van Genève, niet in productie genomen.

### Facelift 2006
In 2006 gaf Lancia de Ypsilon een kleine facelift. Deze is te herkennen aan de licht gewijzigde voor-/achterbumper, luchtinlaat onder de vernieuwde grille en de witgekleurde achterlichten. Ook werd het motorgamma gewijzigd. Lancia kon de Ypsilon voortaan ook leveren met het zogeheten Blue&Me bluetoothsysteem. Deze kan ook inkomende sms'jes voorlezen. Later werd het model nog voorzien van het nieuwe Lancia-logo.
In 2010 werd de benaming Argento en Oro vervangen door Silver en Gold.
Alhoewel in 2011 de derde generatie Ypsilon leverbaar werd, bouwde Lancia de tweede generatie nog even door. Enerzijds als goedkoper instapmodel, anderzijds omdat de Sicilaanse fabriek later gesloten zou worden en dus de nieuwe Ypsilon niet meer zou gaan bouwen. De productie daarvan verhuisde naar Polen.

## Derde generatie Ypsilon (2011-2024)

### Kenmerken
In 2011 kwam Lancia met een nieuwe Ypsilon en presenteerde deze op het Autosalon van Genève. Deze derde generatie is gebaseerd op het Fiat Mini platform, wat onder meer ook wordt gebruikt voor de Fiat Panda, de Fiat 500 en de Ford Ka. Wel heeft Lancia de wielbasis wat vergroot, zodat de Ypsilon een halve klasse boven de 500 opereert. In april van 2011 nam Lancia de nieuwe Ypsilon in productie in een Fiat-fabriek in Tychy, Polen. Daarmee is naast de Phedra de nieuwe Ypsilon een van de eerste modellen die niet in Italië worden geproduceerd, al zijn daar nu de Thema, Voyager en de Flavia bij gekomen. Dat betekent dat, als in 2012 de Musa uit productie gaat, de Lancia Delta de enige nog in Italië geproduceerde Lancia zal zijn. Dankzij de alliantie met Chrysler kan Lancia de Ypsilon nu ook in het Verenigd Koninkrijk en Ierland aanbieden, al zal dat dus onder de merknaam Chrysler gebeuren. De vorige generaties werden niet gebouwd voor linksrijdende landen.
Het eerste dat opvalt aan de derde generatie is dat het model voortaan met vijf deuren te verkrijgen is en dat is voor het eerst in de historie van het model. De driedeurs krijgt geen vervolg en daarom werd het vorige model nog even door gebouwd na de introductie van het huidige model (zie hierboven). Om het model nog wel als een driedeursauto te laten ogen, heeft Lancia de handgreep van de achterportieren in de C-stijl verstopt. Verder beschikt het model over een deels zwart gemaakte achterklep, zoals te vinden op z'n grotere broer Delta.
Het interieur is qua basisopzet gelijk aan dat van z'n voorganger en dat betekent dus dat het instrumentarium weer centraal op het dashboard geplaatst is en dat de versnellingspook op een verhoging staat. Het stuurwiel is bekend van de Delta en is wederom optioneel te verkrijgen met knoppen voor bediening van de autoradio. Het optionele navigatiesysteem is voortaan niet meer een in het dashboard geïntegreerd systeem, maar een draagbare TomTom die is vast te klikken op een uitsparing aan de A-stijl. Andere verkrijgbare opties zijn een semiautomatisch parkeersysteem 'Magic Parking', cruise control, automatische airconditioning, parkeersensoren, xenon-verlichting en een 'GranLuce' panoramadak.
Net zoals de tweede generatie is de Ypsilon te bestellen met B-colore lak en zijn er verschillende materialen voor het interieur leverbaar.
Uniek is de 0.9 Twinair tweecilinder turbomotor waarmee de Ypsilon kan worden uitgerust. Volgens Lancia zou deze maar 4,2 liter per 100 kilometer verbruiken (99 g/km CO2) en daarmee is het model in Nederland vooralsnog wegenbelastingvrij te rijden.
Alle Ypsilons hebben verder een 'Smart fuel system' dat voorkomt dat er verkeerde brandstof getankt kan worden en ledverlichting achter.

### Motoren

#### Benzine
| Type            | Motor     | Motor     | Vermogen | Koppel | Jaartal     |
| Type            | Inhoud    | Cilinders | Vermogen | Koppel | Jaartal     |
| --------------- | --------- | --------- | -------- | ------ | ----------- |
| 0.9 Twinair     | 0.875 cm³ | 2-in-lijn | 85 pk    | 145 Nm | 2011 - 2019 |
| 0.9 Twinair CNG | 0.875 cm³ | 2-in-lijn | 80 pk    | 145 Nm | 2013 - 2021 |
| 1.2 Fire 8v     | 1.242 cm³ | 4-in-lijn | 69 pk    | 102 Nm | 2011 - 2019 |
| 1.2 Fire 8v LPG | 1.242 cm³ | 4-in-lijn | 69 pk    | 102 Nm | 2011 - 2024 |

Benzine / Mild Hybride
| Type           | Motor   | Motor     | Vermogen | Koppel | Jaartal     |
| Type           | Inhoud  | Cilinders | Vermogen | Koppel | Jaartal     |
| -------------- | ------- | --------- | -------- | ------ | ----------- |
| 1.0 T3 FireFly | 999 cm³ | 3         | 70 pk    | 92 Nm  | 2020 - 2024 |

#### Diesel
| Type                | Motor     | Motor     | Vermogen | Koppel | Jaartal     |
| Type                | Inhoud    | Cilinders | Vermogen | Koppel | Jaartal     |
| ------------------- | --------- | --------- | -------- | ------ | ----------- |
| 1.3 Multijet II 16v | 1.248 cm³ | 4-in-lijn | 95 pk    | 200 Nm | 2011 - 2019 |

Alle Ypsilons worden standaard uitgerust met een start-stopsysteem (uitgezonderd de CNG-versie in België) en een handmatige transmissie met 5 versnellingen vooruit. Op de Hybrid is er een versnellingsbak met 6 versnellingen vooruit.
De 0.9 Twinair, 1.2 8v Fire benzine en de 1.3 Multijet zijn enkele jaren optioneel te verkrijgen met een semiautomatische transmissie, genaamd DFN.
De Mild Hybride is in de vorm van het elektronische BSG (Belt integrated Starter Generator). De regeneratie energie wordt opgeslagen in een lithiumaccu met een capaciteit van 11 Ah. Het elektrisch vermogen is maximaal 3.600 W.
De Global Small Engine, meestal afgekort tot GSE, wordt gecommercialiseerd als FireFly.
De Small Gasoline Engine (SGE) wordt gecommercialiseerd als TwinAir.
De Fully Integrated Robotised Engine is gekend onder zijn naam FIRE.

### Uitvoeringen
- Lancia Ypsilon Silver (2011)
- Lancia Ypsilon Gold (2011)
- Lancia Ypsilon Platinum (2011)
- Lancia Ypsilon Ecochic LPG (in Italië : Ecochic GPL) (2011)
- Lancia Ypsilon Black&Red (2011)
- Lancia Ypsilon Black&Grey (2011)
- Lancia Ypsilon Ecochic CNG (in Italië : Ecochic Metano) (2013)
- Lancia Ypsilon Elefantino Blu (Pink Elefantino) (Elefantino, embleem Y, wielnaafkap en stiksels in Pink / rose) (2013)
- Lancia Ypsilon Momodesign (2013)
- Lancia Ypsilon Park in Style (2013)
- Lancia Ypsilon Elefantino Blu (Elefantino, embleem Y, wielnaafkap en stiksels in de kleur Lime, Coconut of Watermelon) (2014)
- Lancia Ypsilon Elle (2014)
- Lancia Ypsilon 30th Anniversary (2015)
- Lancia Ypsilon Mya (2016)
- Lancia Ypsilon Unyca (2017)
- Lancia Ypsilon Elefantino Blu (2018)
- Lancia Ypsilon Black and Noir (2019)
- Lancia Ypsilon Monogram (2019)
- Lancia Ypsilon Hybrid EcoChic Silver (2020)
- Lancia Ypsilon Hybrid EcoChic Gold (2020)
- Lancia Ypsilon Hybrid EcoChic MarYne (2020)
- Lancia Ypsilon Alberta Ferretti (2021)

(Het jaartal is het jaar dat de versie beschikbaar kwam. Sommige versies zijn maar in één enkel jaar geproduceerd)
In 2021 is de Ypsilon vooraan gerestyled : een smaller radiatorrooster, andere vorm van dagrijlichten. In het interieur is er in elk model een 7" touchscreen compatibel met Android Auto en Apple CarPlay. De verschillende versies, enkel te koop in Italië :
- Lancia Ypsilon Hybrid Silver
- Lancia Ypsilon Gpl EcoChic Silver
- Lancia Ypsilon Metano EcoChic Silver
- Lancia Ypsilon Hybrid Gold
- Lancia Ypsilon Gpl EcoChic Gold
- Lancia Ypsilon Metano EcoChic Gold

Vanaf 2022 veranderen de benamingen nogmaals: Silver, Silver Plus, Gold, Gold Plus, (Alberta) Ferretti. De term Hybrid en EcoChic wordt achterwege gelaten.
Halfweg 2023 veranderen de benamingen nogmaals en verschraalt het aanbod: enkel de versies Oro, Platino en Ecochic GPL (LPG) worden nog geleverd.            De Metano versie (CNG) verdwijnt uit het programma.
De productie stopt in 2024 omdat de (3e generatie) Ypsilon niet zal aangepast worden op het gebied van ADAS (Advanced Driver Assistance Systems). Dit geheel van systemen zal vanaf juli 2024 op alle nieuw geproduceerde auto’s verplicht zijn.  

## Vierde generatie Ypsilon (2024-heden)
De vierde generatie werd in februari 2024 voorgesteld. De nieuwe Ypsilon zal aangeboden worden met een volledig elektrische aandrijflijn maar ook met verbrandingsmotoren. In 2025 wordt een elektrische sportversie verwacht.